# 胡吉汉·哈克莫夫
胡吉汉·哈克莫夫（1936年10月—2023年1月23日），男，维吾尔族，新疆伊宁人，中华人民共和国政治人物，曾任新疆维吾尔自治区人大常委会副主任。